# Fuchs Heterochrome Iridozyklitis

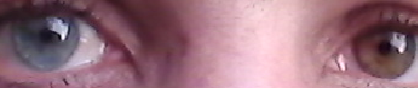

Die Fuchs Heterochrome Iridozyklitis oder  Fuchs-Syndrom-III bezeichnet einen Farbunterschied zwischen der Iris des rechten und der des linken Auges (Iris-Heterochromie) zusammen mit einer chronischen Entzündung der Iris des helleren Auges.
Synonyme sind: Heterochrome Fuchs-Zyklitis; Heterochromiezyklitis; Heterochromia Fuchs; Fuchs'sches Uveitis-Syndrom
Die Bezeichnung bezieht sich auf den Erstbeschrieb von 1904 durch Weill, sodann 1906 durch den österreichischen Augenarzt Ernst Fuchs.

## Vorkommen
Die Häufigkeit wird mit 1–9 : 1.000.000 angegeben. Die Ursache ist bislang nicht geklärt.

## Klinische Erscheinungen
Klinische Kriterien sind:
- Diffuse Heterochromie bei reizfreiem Auge oder Atrophie der Iris
- chronische meist einseitige Iridozyklitis auf der Seite der helleren Iris
- keratitische Ablagerungen bei fehlender Synechie

Hinzu können die Entwicklung von Glaukom und Glaskörpertrübungen kommen.

## Differentialdiagnose
Abzugrenzen sind:
- Posner-Schlossman-Syndrom
- Klein-Waardenburg-Syndrom
- Heterochromia simplex
- Uveitis
- Iris-Heterochromie bei Melanosis bulbi